# In My Own Time
In My Own Time är det andra och sista studioalbumet med den amerikanska folkbluessångaren Karen Dalton. Albumet lanserades av skivbolaget Paramount Records 1971. In My Own Time återutgavs 2006 av skivbolaget "Light in the Attic Records" med en medföljande bok med essays skrivna av bland andra Nick Cave, Lenny Kaye och Devendra Banhart.

## Låtlista
Sida 1
1. "Something on Your Mind" (Dino Valenti) – 3:23
2. "When a Man Loves a Woman" (Calvin Lewis, Andrew Wright) – 2:59
3. "In My Own Dream" (Paul Butterfield) – 4:18
4. "Katie Cruel" (Trad., Karen Dalton) – 2:22
5. "How Sweet It Is (To Be Loved by You)" (Lamont Dozier, Brian Holland, Eddie Holland) – 3:43

Sida 2
1. "In a Station" (Richard Manuel) – 3:52
2. "Take Me" (George Jones, Leon Payne) – 4:40
3. "Same Old Man" (Trad., Steve Weber) – 2:45
4. "One Night of Love" (Joe Tate) – 3:19
5. "Are You Leaving for the Country" (Richard Tucker) – 3:14

## Medverkande
- Karen Dalton – sång, banjo, 12-strängad gitarr

Bidragande musiker
- Richard Bell – piano
- Harvey Brooks – basgitarr
- Amos Garrett – gitarr
- John Hall – sologitarr
- Daniel Hanken – gitarr
- Bill Keith – pedal steel guitar
- Ken Pearson – orgel
- Denny Seiwell – trummor
- John Simon – piano
- Gregg Thomas – trummor
- Dennis Whitted – trummor
- Bobby Notkoff – violin
- Hart McNee – saxofon
- Robert Fritz – klarinett
- Marcus Doubleday – trumpet